# Винкёйзен, Хендрик Якоб
Хендрик Якоб Винкёйзен (нидерл. Hendrik Jacobus Vinkhuijzen) (1843 — 1910) — голландский врач, известный главным образом благодаря собранной им коллекции иллюстраций военной униформы различных стран и эпох.

## Биография
О жизни Винкёйзена известно крайне мало, так как данных о нем не содержится ни в одном из авторитетных национальных биографических справочников, изданных в Нидерландах. Некоторые сведения о нем можно найти в машинописном издании под названием «Uniformes de toutes les nations et de toutes les epoques formée M. le Dr. H. J. Vinkhuyzen» (Амстердам, 1910). Согласно этим данным, большую часть своей жизни доктор Винкёйзен путешествовал по всей Европе в качестве врача в составе различных армий, а так же голландского королевского суда.
По-видимому, где-то в середине 1860-х годов Винкёйзен получил степень доктора медицины. Сохранились сведения о том, что в 1866 году он провёл один семестр в университете Вены, однако неизвестно, в каком именно голландском университете он получил свой диплом. Так же в 1860-х года вышли в свет четыре профессиональных издания его авторства, посвящённых, соответственно, голландской медицине, лепре, сифилису и сложному строению глаз насекомых. Во время франко-прусской войны (1870—1871 гг.), он служил во Франции в недавно созданном обществе Красного Креста. Далее он отправился в Россию, где некоторое время находился в Москве, изучая «борьбу с чумой». Оставшуюся жизнь он провёл в Нидерландах, работая официальным придворным врачом принца Александра. Его отец ранее служил врачом короля Виллема III.

## Коллекция военной униформы
Коллекция военной униформы, собранная доктором Винкёйзеном, представляет собой более 32 000 иллюстраций, полученных из различных источников, и собранных в 762 альбома. Тематика коллекции весьма разнообразна. В ней можно найти изображения этрусских воинов бронзового века, мантии судебных чиновников Османской империи, замысловатые мундиры Европейских армий XIX века и многие другие иллюстрации. Качество изображений также различно. В коллекции соседствуют иллюстрации, вырезанные из книг XVII века, хромолитографии XIX века, оригинальные художественные акварели, сырые карандашные рисунки, случайные фотографии. Некоторые монохромные иллюстрации были Винкёйзеном раскрашены вручную. Часть из неподписанных акварелей, находящихся в коллекции, по-видимому также могли быть созданы им самим.
Свою коллекцию Винкёйзен хранил в виде отдельных листов в картонных папках, разбив её, согласно собственной классификации, по странам и эпохам. В отдельные альбомы иллюстрации были собраны, по-видимому, уже другими людьми после его смерти. Помимо разделов коллекции, посвященных Германии и Италии, в её классификации присутствуют так же подразделы, относящиеся к государствам и княжествам, существовавшим до их объединения: Пруссии, Вестфалии, Ангальту, Генуе и многим другим. Несмотря на то, что в собрании присутствуют Мексика и некоторые другие латиноамериканские страны, в ней, что удивительно, полностью отсутствуют иллюстрации, посвящённые армии Соединённых Штатов.
Относительно надежная атрибуция источников изображений коллекции была выполнена в 1960-х годах группой военных историков Университета Брауна для томов с 1 по 269, включающих в себя информацию о мундирах Австрии, Бельгии, Бразилии, Византии, Чили, Египта, Франции и, частично, Германии. Специалисты отмечают, что существуют проблемы и недостатки данного собрания изображений униформы, которые следует учитывать при его использовании в научных исследованиях. Важным моментом является отсутствие атрибуции источника для многих иллюстраций. Другой трудностью является то, что цвета, у некоторых из вручную раскрашенных изображений, могут быть неточными. Тем не менее, большинство исследователей ценит коллекцию за её объём и наличие уникальных иллюстраций.
В 1911 году вдова американского астронома Генри Дрейпера подарила коллекцию Нью-Йоркской публичной библиотеке, в которой это собрание изображений военной униформы находится по сей день.

## Примеры иллюстраций

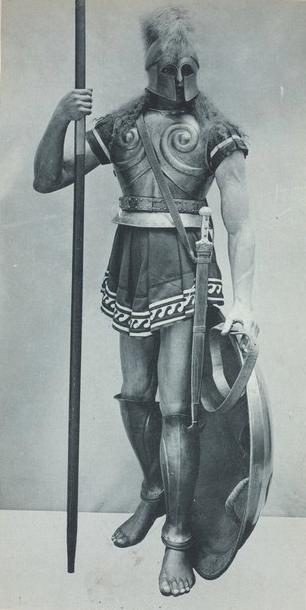
Греция. Гоплит Спарты.
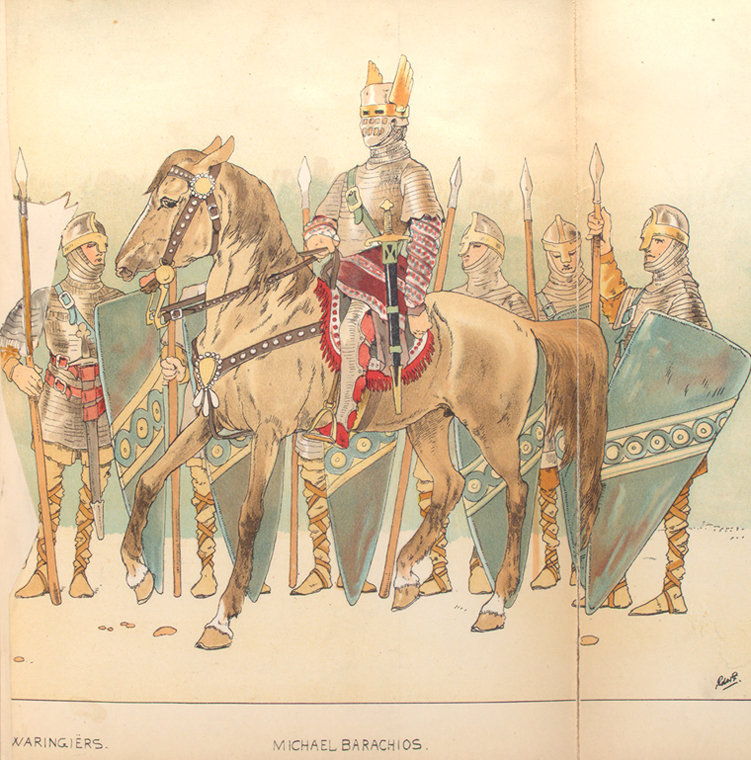
Византия. Варяги.
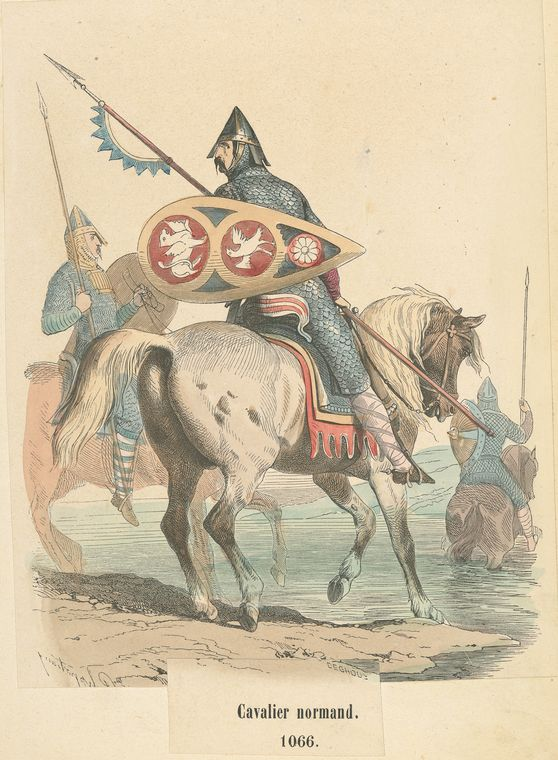
Англия. Нормандский воин.
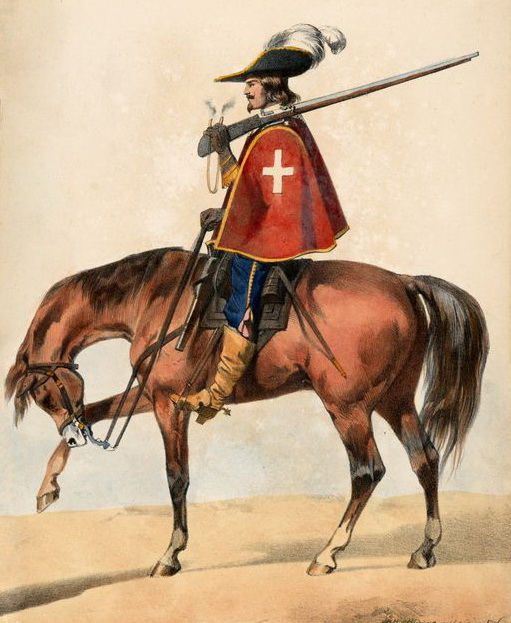
Франция. Гвардеец кардинала.
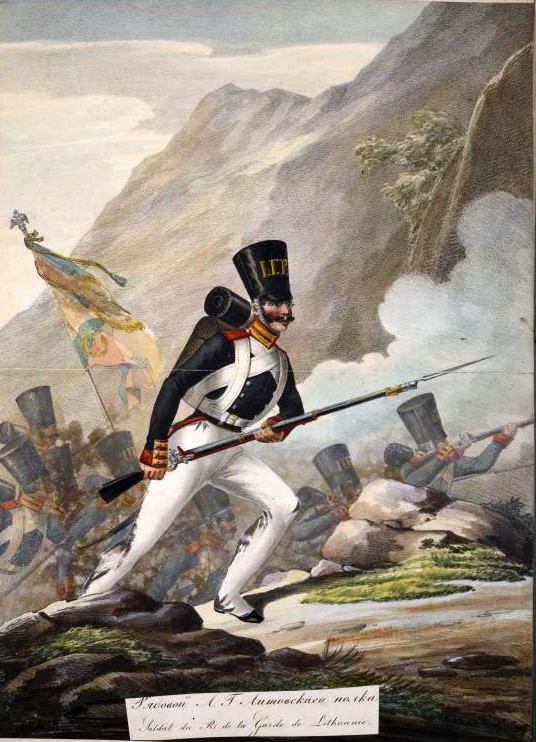
Россия. Литовский лейб-гвардии полк.
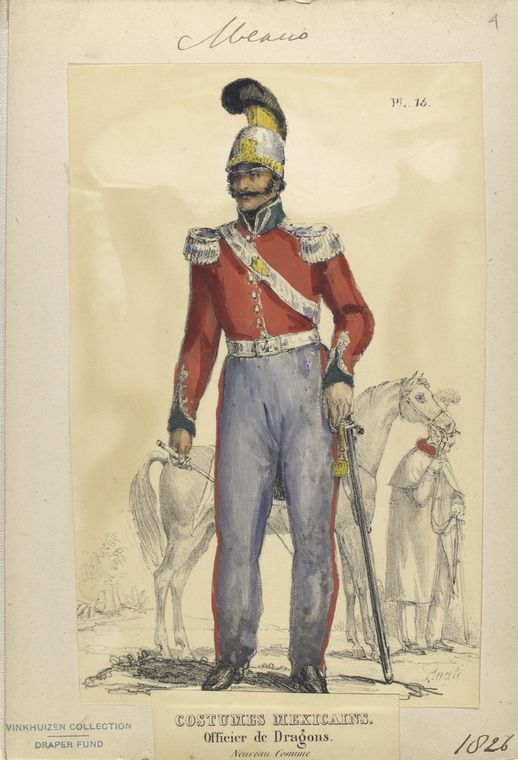
Мексика. Драгунский офицер.
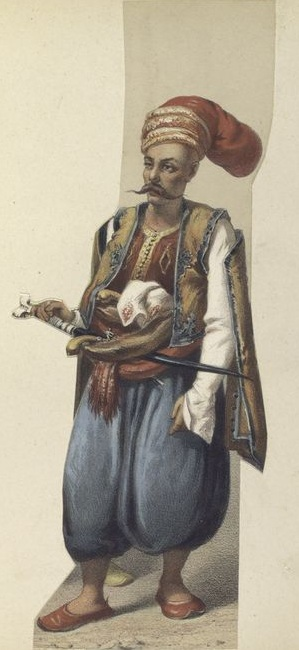
Турция. Бостанджи.